# Lakavitsa (Gostivar)
Lakavitsa (en macédonien Лакавица ; en albanais Llakavica) est un village du nord-ouest de la Macédoine du Nord, situé dans la municipalité de Gostivar. Le village comptait 994 habitants en 2002. Il est majoritairement albanais.

## Démographie
Lors du recensement de 2002, le village comptait :
- Albanais : 990
- Autres : 4